# We're in the Legion Now!
We're in the Legion Now! é um filme de comédia e aventura produzido nos Estados Unidos, dirigido por Crane Wilbur e lançado em 1936.